# Мауритиус (лек крайцер, 1939)
Мауритиус (на английски: HMS Mauritius (C80), от на английски: Mauritius – Мавриций) е лек крайцер на Британския Кралски флот, от времето на Втората световна война. Един от крайцерите на крайцерите тип „Фиджи“ (или Колъни,или Краун Колъни – 1-ва серия).
Поръчан по програмата от 1937 г. и е заложен в Swan Hunter в Нюкасъл на 31 март 1938 г. Крайцерът е спуснат на вода на 19 юли 1939 г. и е първият кораб с това име в британския флот. Влиза в строй на 4 януари 1940 г.

## История на службата
През декември 1940 г. крайцерът, завършил приемните изпитания, е преведен в Скапа Флоу на Оркнейските острови. На 7 януари 1941 г. корабът е зачислен в 10-та ескадра крайцери на Home Fleet.

### Служба в Източния флот
На 18 януари крайцерът излиза в качеството на ескорт на войсковия конвой WS-6B, плаващ от Клайд към Фрийтаун. През март, базиран във Фрийтаун, крайцерът ескортира конвоите SL-68 и SL-69. През април крайцерът ескортира конвоя SL-70, плаващ от Фрийтаун към Великобритания, след което е определен в състава на 4-та ескадра крайцери на Източния флот и е подготвен за служба в чуждестранни води. Крайцерът отплава съвместно с линейния крайцер HMS Repulse и крайцера HMS Naiad в качеството на охрана на войсковия конвой WS-8A. На 9 май конвоя пристига във Фрийтаун. На 14 май крайцерът съпровожда същия конвой на прехода до нос Добра Надежда. На 24 май „Мавриций“ е заменен в състава на ескорта от тежкия крайцер HMS Hawkins, след което се насочва за Коломбо за съединение със своята ескадра, попътно изпълнявайки ролята на защитник на търговското корабоплаване в Индийския океан. На 20 юни крайцерът пристига в Коломбо и сменя тежкия крайцер HMS Shropshire в състава на ескадрата. По-късно крайцерът съпровожда конвоя OM-11, насочващ се за Аден. През юли крайцерът плава в Индийския океан и Бенгалския залив за защита на конвоите и патрулиране. От 1 до 3 август „Мавриций“ съпровожда на прехода от Коломбо за Сингапур на транспорта Capetown Castle и парахода Empress of Japan от състава на войсковия конвой WS-9AX, след което е сменен от лекия крайцер HMS Durban.
През септември крайцерът съвместно със самолетоносача HMS Hermes и крайцерите HMS Enterprise и HMS Hawkins излиза за прихващане на вишисткия конвой, плаващ от Сайгон за Мадагаскар. В издирването на конвоя също участват 2 летящи лодки PBY Catalina от състава на RAF, след като една от лях се изгубва операцията е прекратена.
На 31 октомври крайцерът отплав от Коломбо за Сингапур в качеството на ескорт на войсковия конвой WS-11X. В крайния пункт корабът пристига на 6 ноември и там влиза за ремонт. На 10 декември, след нахлуването на японските войски в Малая, ремонта е спрян. На същия ден японската авиация разгромява в Южнокитайско море британско съединение, пращайки на дъното линейния крайцер HMS Repulse и най-новия линкор HMS Prince of Wales. На следващия ден, 11 декември, „Мавриций“ взема на борда си част от спасените моряци и се насочва за метрополията през нос Добра Надежда.

### Ремонт в метрополията
През февруари 1942 г. крайцерът пристига в Англия, след което влиза в дока на Девънпорт за завършване на ремонта. В хода на ремонта са поставени радари за управление на огъня на главния и спомагателния калибър, а също и 20 mm „ерликони“. През април, с края на ремонта, крайцерът пристига в Скапа Флоу и отново е определен в състава на 4-та ескадра крайцери на Източния флот.

### Завръщане в Далечния изток
На 11 май, както и година по-рано, крайцерът отплава от Клайд за Фрийтаун в състава на войсковия конвой WS-19, охранявайки последния съвместно със спомагателния крайцер HMS Carnarvon Castle, и разрушителите HMS Belvoir и HMS Hursley. Във Фрийтаун корабите пристигат на 22 май. 26 май „Мавритиус“ отново илиза в качеството на ескорт на конвоя WS19 до нос Добра Надежда, съвместно с разрушителя HMS Hursley и шлюпа HMS Milford. На 5 юни корабите на ескорта се отделят от конвоя, с пристигането им в Кейптаун. Още на 6 юни крайцерът излиза в морето за служба в състава на своята ескадра, но на 18 юни отново влиза в състава на конвоя WS-19 на прехода му от Дърбан до Бомбай, сменяйки тежкия крайцер HMS Shropshire. На 26 юни той самият, съответно, е заменен с тежкия крайцер HMS Devonshire. На 7 юли крайцерът ескортира войсковия конвой WS-19L, при неговия преход от Дърбан в Аден. На 14 юли той е сменен от тежкия крайцер HMS Devonshire и отплава за Килиндини.
На 21 юли „Мавритиус“ излиза в състава на Съединение „A“ (Force A): линкорът HMS Warspite, самолетоносачите HMS Illustrious и HMS Formidable, крайцерът HMS Birmingham, разрушителите HMS Norman, HMS Nizam, HMS Inconstant и холандския Hr.Ms. Van Galen за демонстрационна операция в Бенгалския залив (Операция Stab). На 23 юли на прехода към Сейшелските острови, към съединението се присъединява австралийския разрушител HMAS Napier. На 28 юли крайцерът съвместно със Съединението пристига в Коломбо, след зареждане в Сейшелите. На 30 юли Съединението отплава от Коломбо за прикритие на конвоите, имитиращи десант. На 1 август британските сили са открити от японски самолет. На 2 август изтребител Martlet от самолетоносача HMS Formidable сваля японския разузнавач, след което операцията е отменена и Съединението се връща в Тринкомале, след което крайцерът преминава в Килиндини.
На 26 август крайцерът от Килиндини излиза за прихващане на вишисткия параход Amiral Pierre, който по данни на разузнаването плава от Мадагаскар за Реюнион. Така крайцерът не взема участие в британския десант на Мадагаскар (Операция Stream). На 29 август крайцерът излиза в крайцерство в Индийския океан. На 2 септември след дозареждане на острова, в чест на който той носи своето име, крайцерът продължава да крейсира, но на 4 септември заданието е отменено и той се насочва в съпровождане на конвоя US-16 на прехода му от Фримантъл до Аден. С пристигането на конвоя към местоназначението, крайцерът преминава в Килиндини.
На 21 октомври „Мавритиус“, съвместно с крайцерите HMS Devonshire и HMS Enterprise е определен за търсене на японските съдове, разгърнати в Индийския океан в качеството на съдове за снабдяване на подводните лодки и рейдери (Операция Demcat). На 27 октомври операцията започва съвместно със самолетите на RAF. На 30 октомври морската част на операцията завършва и корабът се връща в Килиндини.
На 16 ноември крайцерът съвместно с крайцера HMS Hawkins и спомагателния крайцер HMS Carthage съставят океанския ескорт на войсковия конвой WS-23. На 17 ноември след разделянето с конвоя остава с тази му част, която се насочва за Бомбай и получава името WS-23B. На 24 ноември с пристигането в Бомбай крайцерът оставя конвоя.
След това крайцерът изпълнява транспортна мисия от Килиндини за Цейлон, вземайки на борда си главнокомандващия на Източните Индии, плаващ за среща с премиер-министъра от Лондон.
На 12 декември „Мавритиус“ сменя крайцера HMS Frobisher в качеството на ескорт за конвоя WS-24B плаващ от Дърбан в Бомбай и състоящ се от войсковите транспорти HMS Stirling Castle и HMS Athlone Castle. На 17 декември оставя конвоя с пристигането им в Бомбай.
От 10 до 15 февруари 1943 г. крайцерът в състава на Съединение „A1“ от линкорите HMS Revenge, HMS Resolution и HMS Warspite и 6 разрушителя съпровожда войсковия конвой на ANZAC, връщащ войски от Суец в Австралия (Операция Pamphlet). Конвоят се състои от лайнерите Queen Mary, Aquitania, Ile de France, Nieuw Amsterdam и Queen of Bermuda.
От март до април крайцерът патрулира в Индийския океан. През май крайцерът е определен за служба в Средиземноморието и е преведен в състава на 15-та ескадра крайцери. През юни той прави преход в Александрия през Червено море. При прехода му през Суецкия канал крайцерът получава повреди при засядане в плитчина. С пристигането му в Александрия крайцерът влиза за ремонт, в хода на който на него е усилена малокалибрената зенитна артилерия. С края на ремонта, през юли, крайцерът се присъединява към своята нова ескадра.

### Служба на Средиземно море
На 7 юли крайцерът, съвместно с крайцерите HMS Newfoundland, HMS Uganda и HMS Orion в съпровождение на 6 разрушителя, отплава от Александрии за провеждане на операцияа по десант в Сицилия (операция Husky). На 9 юли крайцерът се съединява с крайцерите HMS Carlisle, HMS Colombo и HMS Delhi образувайки Източното съединение за поддръжка. При Малта крайцерът поврежда своя кил. На 10 юли крайцерът поддържа десанта югозападно от Сиракуза, а на 11 юли поддържа отразяването на немската контраатака над съюзническия плацдарм. На 12 юли крайцерът взема от борда на повредения разрушител HMS Eskimo, контраадмирал Трубридж (флагман на съединението), за да го предаде на разрушителя HMS Exmoor. На 14 юли крайцерът обстрелва бреговата батарея при Лентини, в залива Катания. На 23 юли в Аугуста крайцерът е подложен на въздушна атака, тогава на него е пренесен флага на командващия от крайцера HMS Newfoundland, получил повреди.
На 6 август „Мавритиус“ влиза в състава на Съединение „K“ (Force K) на Малта, състоящо се от крайцерите HMS Orion и HMS Uganda. На 12 август крайцерът обстрелва Рипосто съвместно с разрушителите HMS Nubian и HMS Tartar. След това съвместно с крайцера HMS Uganda провежда набег при бреговете на Кротоне.
На 2 септември „Мавритиус“, съвместно с линкорите HMS Valiant и HMS Warspite, крайцера HMS Orion, мониторите HMS Abercrombie, HMS Roberts, разрушители и речни канонерски лодки провежда обстрел по крайбрежието на Калабрия, преди десанта в континентална Италия (операция Baytown). На 3 септември в заедно с крайцера Orion провежда артилерийската поддръжка по време на десанта, съвместно с мониторите HMS Erebus, HMS Abercrombie и Roberts. На 7 септември съвместно с крайцерите HMS Orion, HMS Uganda и разрушителите ескортира конвой за Салерно. На 9 септември влиза в състава на северното съединение за атака (TF-85) по време на десанта в Салерно (операция Avalanche). На 10 септември крайцерът осъществява непрекъснатата огнева поддръжка на британските войски на плацдарма. На същия ден той е подложен на въздушни атаки с използването на планиращи бомби и бомбите FX-1400. НА 17 септември крайцерът е заменен с крайцера HMS Sirius. Крайцерът остава в централното Средиземноморие. НА 5 октомври отплва от Салерно за Таранто за учения. През ноември крайцерът осъществява военна поддръжка и съпровождение на конвои.
През декември „Мавритиус“ е преведен в Гибралтар. На 24 декември съвместно с крайцера HMS Gambia, излиза в търсене на немски блокадопробивачи в Бискайския залив (операция Stonewall). С края на операцията крайцерът, през януари 1944 г., минава през Плимът, а по-късно се връща в Гибралтар. На 15 януари крайцерът съвместно с 3 разрушителя ескортира линкора HMS King George V от Гибралтар за Скапа Флоу, след което се връща в Средиземно море.
На 30 януари крайцерът пристига в Неапол за огневата поддръжка на десанта при Анцио. През февруари крайцерът служи по ротация с крайцерите HMS Dido, HMS Delhi, HMS Phoebe, HMS Orion, HMS Penelope (по-късно потопен), и американските крайцери USS Brooklyn (CL-40) и USS Philadelphia (CL-41). На 15 март крайцерът обстрелва цели по западното крайбрежие на Италия, поддържа войските, след което отново пристъпва към коновойна служба в Западното Средиземноморие.

### В състава на Home Fleet
През април крайцерът е преведен в състава на Home Fleet и прави преход до метрополията. Крайцерът се планира за флагмански кораб на Съединение „D“ при поддръжката на десанта в Нормандия. Той влиза за ремонт в Чатъм, в хода на който е демонтирано авиационното оборудване, добавен е радар за надводно наблюдение Type 273, радарът за въздушно наблюдение Type 279 е заменен с Type 281. На 26 май отплава за учения в Клайд с другите кораби на Съединение „D“: линкорите HMS Warspite, HMS Ramillies, крайцерите HMS Arethusa, HMS Danae и полския крайцер Dragon. На 2 юни „Мавритиус“ отплава от Клайд съвместно със Съединение „D“ в състава на конвоя S6 под ескорта на разрушителите SHM Saumarez и Swift, норвежките разрушители HNoMS Stord и HNoMS Svenner, фрегатите HMS Rowley и HMS Holmes. На 5 юни Канала пресича монитора HMS Roberts, присъединил се към Съединение „D“ за поддръжка на десанта на плаж Sword. На 6 юни корабите на Съединението обстрелват батареите при Улгат и Мервил-Франсвил-Плаж. На 8 юни с края на обстрела крайцерът се присъединява към Източното съединение кораби. На 13 юни крайцерът леко е повреден от огъня на бреговите батареи.
На 4 юли крайцерът отново провежда огнева поддръжка на наземните операции. На 11 юли съвместно с монитора HMS Roberts той обстрелва вражеските позиции при Кан. На 17 и 18 юли крайцерът повтаря обстрела.
На 5 август крайцерът е изпратен в Бискайския залив за прихващане на вражеските съдове, провеждащи евакуацията на войски. На 14 август по време на патрулиране при Ле-Сабл-д’Олон в състава на Съединение 27, съвместно с разрушителя HMS Ursa и канадския разрушител HMCS Iroquois прихваща немски конвой и повреждат миноносеца T24 и 2 съда под негово съпровождение. По-късно прихващат каботажен параход, който се изхвърля на брега. На 15 август Съединение 27 прихваща друг конвой от 2 тралчика и 2 търговски съда, в резултат потопяват 1 тралчик. На 22 август Съединение 27 се оказва под огън от брега в района на Жиронда. На 25 август същите кораби при Audieme Bay прихващат поредния конвой и потопяват патрулните съдове V702, V717, V720, V729 и V730. На 28 август операцията е прекратена, когато немците обявяват на френската Съпротива за изтеглянето на техните войски от Бретан. Крайцерът се връща в Девънпорт. На 1 септември той влиза там за ремонт.
През октомври крайцерът е преведен в 10-та ескадра крайцери. На 16 октомври той ескортира линкора HMS King George V от Плимът за Скапа Флоу. На 26 октомври съвместно с 6-а флотилия разрушители ескортира самолетоносача HMS Implacable. В хода на този рейд са повредени 2 ферибота около Будьо, патрулния съд V5722 и плаващата база Karl Mayer в Рьорвик, тралчика M433 и 2 парахода в Кристиансун. Също така в Северно море е повредена, а по-късно и потопена от бомбардировач подводната лодка U-1060 (операция Athletic). През ноември крайцерът продължава службата си в 10-та ескадра крайцери.
През декември крайцерът излиза заедно с корабите на флота за прихващане на немски разрушители при Алесунд, но безуспешно. На 28 януари 1945 г., „Мавритиус“, съвместно с крайцера HMS Diadem прихваща 2 немски разрушителя, плаващи от Берген за Балтийско море. В хода на боя е повреден разрушителя Z-31, крайцерът получава попадение от ответния огън. Вражеските разрушители по-късно достигат Кил.
На 25 февруари крайцерът влиза в Биркенхед за ремонт, който продължава до края на август, и така повече не участва във войната.

## Коментари
1. ↑  Всички данни се привеждат към момента на влизане в строй.